# Хозяйственная операция
Хозяйственная операция — событие, которое характеризует отдельные хозяйственные действия (факты), вызывающие изменения в составе, размещении имущества и (или) источниках его образования.
Выделяют следующие типы хозяйственных операций:
- Затрагивающие только имущество предприятия (актив баланса): формула А + Х — Х = П
- Затрагивающие только источники образования имущества предприятия (пассив баланса): формула А = П + Х — Х
- Увеличивающие одновременно и имущество предприятия, и источники его формирования (и актив, и пассив баланса): формула А + Х = П + Х
- Уменьшающие и актив, и пассив: формула А — Х = П — Х

При любом типе хозяйственных операций равенство актива и пассива баланса сохраняется.
Отражаются хозяйственные операции в регистрах бухгалтерского учёта в хронологической последовательности и группируются на соответствующих счетах бухгалтерского учёта.